# Аквавива Платани
Аквавива Платани (итал. Acquaviva Platani) је насеље у Италији у округу Калтанисета, региону Сицилија.
Према процени из 2011. у насељу је живело 795 становника. Насеље се налази на надморској висини од 555 м.

## Становништво
Према резултатима пописа становништва 2011. у општини је живело 1.041 становника.
| 1931. | 1936. | 1951. | 1961. | 1971. | 1981. | 1991. | 2001. | 2011. |
| ----- | ----- | ----- | ----- | ----- | ----- | ----- | ----- | ----- |
| 2.954 | 3.189 | 3.672 | 2.721 | 1.730 | 1.560 | 1.570 | 1.231 | 1.041 |